# Ischyropsalis corsica
Ischyropsalis corsica is een hooiwagen uit de familie Ischyropsalididae.